# Ball (Automarke)
Ball war eine US-amerikanische Automarke.

## Markengeschichte
Charles A. Ball stammte aus Paterson in New Jersey. Hier stellte er 1868 einen Dampfwagen für den Eigenbedarf her.
Ab 1901 war er für die Miami Cycle and Manufacturing Company in Middletown in Ohio tätig. Hier fertigte er einen weiteren Dampfwagen, der Ramapaugh Steamer genannt wurde. Nach einem Unfall im April 1902 mit dem Fahrzeug, der tödlich für einen Jungen verlief, verließ Ball Ohio.
Er kehrte in seine Heimat zurück. Hier gründete er ein neues Unternehmen und fertigte bis 1903 zwei weitere Fahrzeuge, die verkauft wurden.

## Fahrzeuge
Die einzigen Modelle waren Dampfwagen. Der Ramapaugh Steamer war ein großes Fahrzeug, das Platz für acht Personen bot. Es wog rund 1800 kg. Der Dampfmotor leistete 60 PS. Das Waldorf-Astoria-Hotel aus New York City kaufte das Fahrzeug.
Die zwei Fahrzeuge aus dem letzten Unternehmen waren mit dem Ramapaugh Steamer vergleichbar. Sie wurden für jeweils 10.000 US-Dollar verkauft.